# Кортунов Вадим Васильович
Вадим Васильович Кортунов (1918 — 1995, місто Москва) — радянський діяч, помічник голови Президії Верховної ради СРСР. Член Центральної Ревізійної комісії КПРС у 1976—1981 роках. Кандидат історичних наук (1955), доктор історичних наук, професор.

## Життєпис
У 1941 році закінчив Московський інститут історії, філософії і літератури імені Чернишевського.
У 1941—1945 роках — на викладацькій роботі в Якутській АРСР.
Член ВКП(б) з 1944 року.
У 1945—1948 роках — на партійній роботі в Якутській АРСР.
У 1951 році закінчив Вищу дипломатичну школу Міністерства закордонних справ СРСР.
У 1958—1968 роках — в апараті ЦК КПРС.
У 1968—1972 роках — 1-й заступник завідувача відділу інформації Міністерства закордонних справ СРСР.
У листопаді 1972 — 1978 року — помічник голови Президії Верховної ради СРСР Миколи Підгорного з міжнародних справ.
З 1978 року — політичний оглядач Агентства преси «Новини».
Автор декількох книг з питань зовнішньої політики СРСР: «Ідеологія і політика» (Москва, 1974), «Стратегія миру проти ядерного безумства» (Москва, 1984) та ін.
Помер 1995 року в Москві.

## Нагороди
- орден Леніна
- орден Дружби народів
- ордени
- медалі
- надзвичайний і повноважний посол СРСР (1968)